# Yamato-e
Yamato-e (大和絵) é um estilo clássico de pintura japonesa inspirado nas pinturas da Dinastia Tang e desenvolvido em finais do período Heian. É considerado um estilo secular, baseado em temas nativos derivados da literatura tradicional da dita nação e caracteriza-se pelo uso de tons fortes. A partir do período Muromachi (sec. XV), o termo Yamato-e passou a ser utilizado para distinguir  as pinturas japonesas das pinturas contemporâneas do estilo chinês Kara-e; as quais foram inspiradas pelas pinturas da ordem zen das dinastias Song e Yuan. A pintura Yamato-e está geralmente associada a textos narrativos que exibem a beleza da natureza através de representações de lugares célebres denominados meisho-e (名所絵), ou das quatro estações shiki-e (四季絵). As imagens são simbólicas e destinam-se a ilustrar a beleza da natureza. Os recursos característicos do Yamato-e incluem muitas figuras pequenas e representações cuidadosas de detalhes de prédios e outros objetos, a seleção de apenas alguns elementos de uma cena a ser totalmente representada, sendo o restante ignorado ou coberto por uma "nuvem flutuante", a visão oblíqua de cima mostrando interiores de edifícios como se através de um telhado de corte e representação muito estilizada da paisagem. A pintura Yamato-e muitas vezes retrata histórias narrativas, com ou sem acompanhamento de texto.

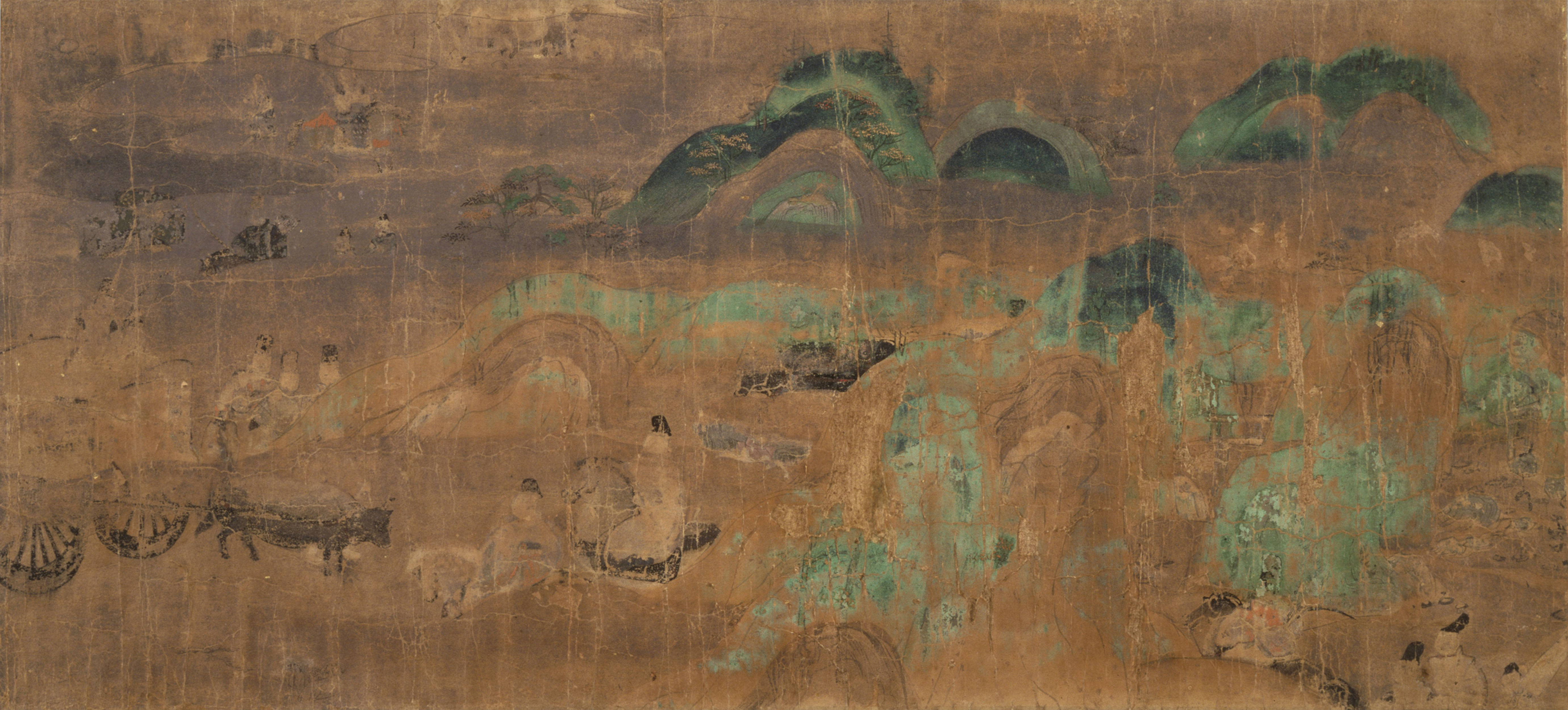
Cena de Genji Monogatari, século XII.

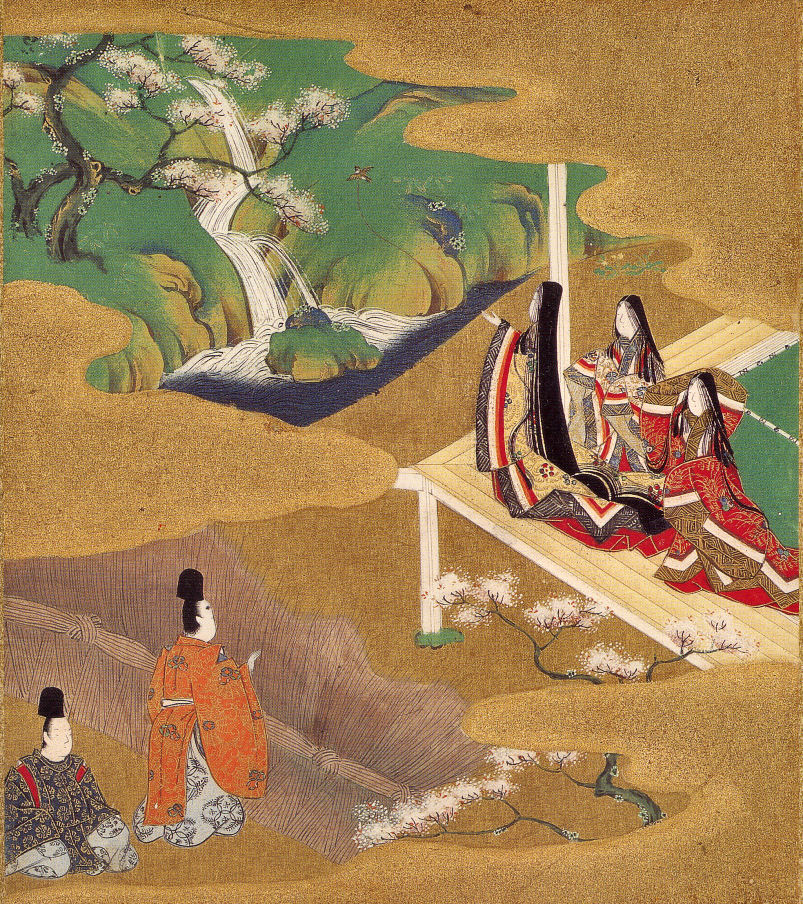
Cena de Genji Monogatari, realizada pelo pintor Tosa Mitsuoki no século XVII.

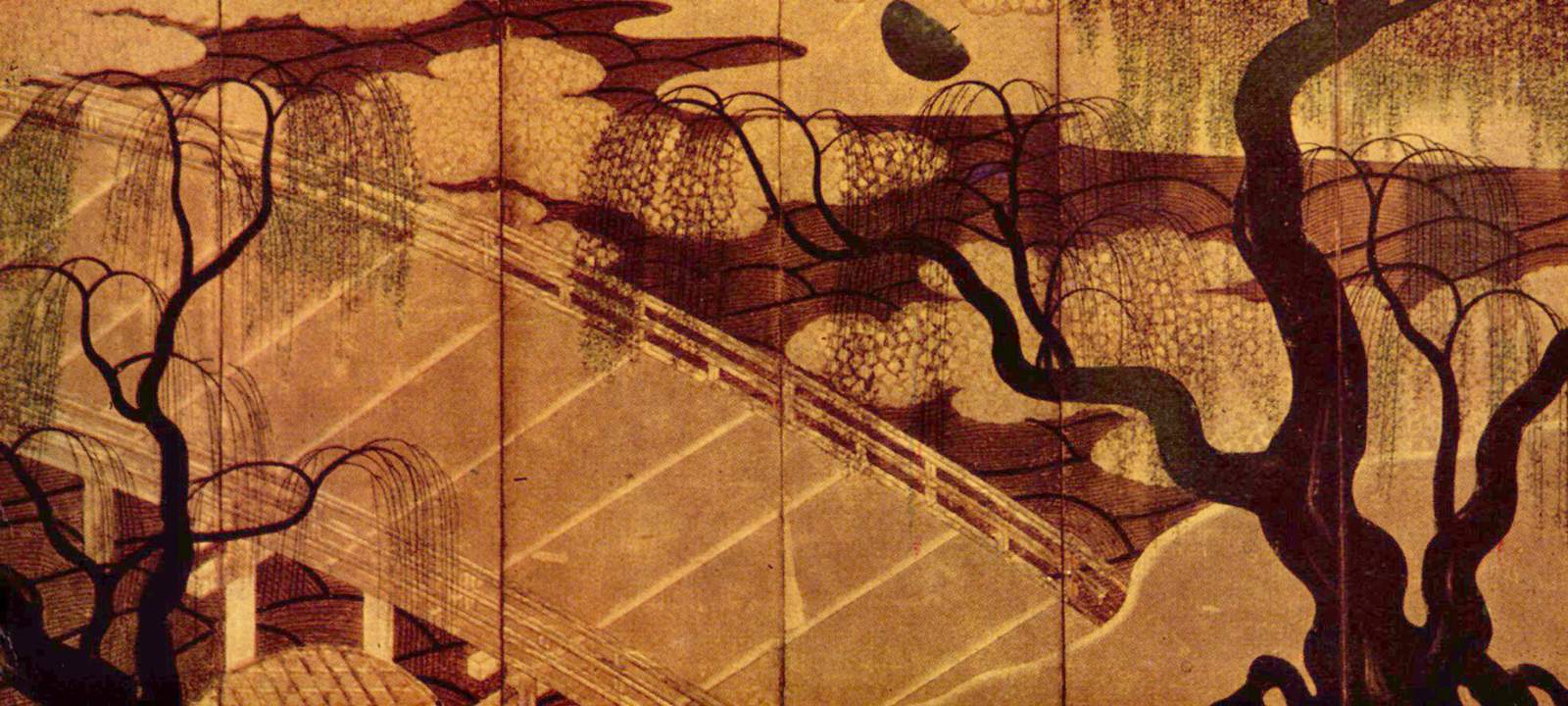
Painel com pintura da Ponte Uji (宇治橋, Uji-bashi), um exemplo tardio de Yamato-e (Século XVII).

As pinturas geralmente são feitas sobre rolos de pergaminho que podem ser pendurados nas paredes como no caso dos Kakemono-e (掛け物), sendo também realizados em emakis ou rolos de pergaminhos que podem ser lidos da direita para a esquerda, assim como em biombos ou painéis. Embora o nome advenha do período Yamato, as pinturas não pertencem estritamente a uma época em particular, e pelo contrário, caracterizam um estilo específico da pintura japonesa. Enquanto a maioria dos artistas no período Muromachi executavam as suas obras no estilo sumi-e, esta não foi característica das primeiras composições.
O estilo Yamato-e influenciou a escola Rimpa, e os estilo ukiyo-e e nihonga.

## História
O termo Yamato-e é encontrado nos textos de Heian, embora a gama precisa de trabalhos que ele cobria então, e também em períodos subsequentes, ainda seja um tópico muito debatido. Há também referências que mostram uma distinção dentro do Yamato-e entre "pintura feminina" (onna-e) e "pintura masculina" (otoko-e). Essa distinção também é muito debatida, mas as suposições típicas quanto ao seu significado podem ser ilustradas por trabalhos de cada grupo discutidos nas próximas duas seções; ambas são famosas obras-primas e tesouros nacionais do Japão.
A gama de trabalhos discutidos abaixo, todos usualmente considerados como abrangendo o termo Yamato-e, é considerável, mas a maioria são manuscritos narrativos com muitas pequenas figuras. Havia evidentemente também muitas telas e trabalha em outros formatos nos vários estilos, dos quais poucos vestígios permanecem. O estilo Yamato-e é aparente no pano de fundo da paisagem de algumas das pinturas budistas que são as mais numerosas sobrevivências da pintura Heian.

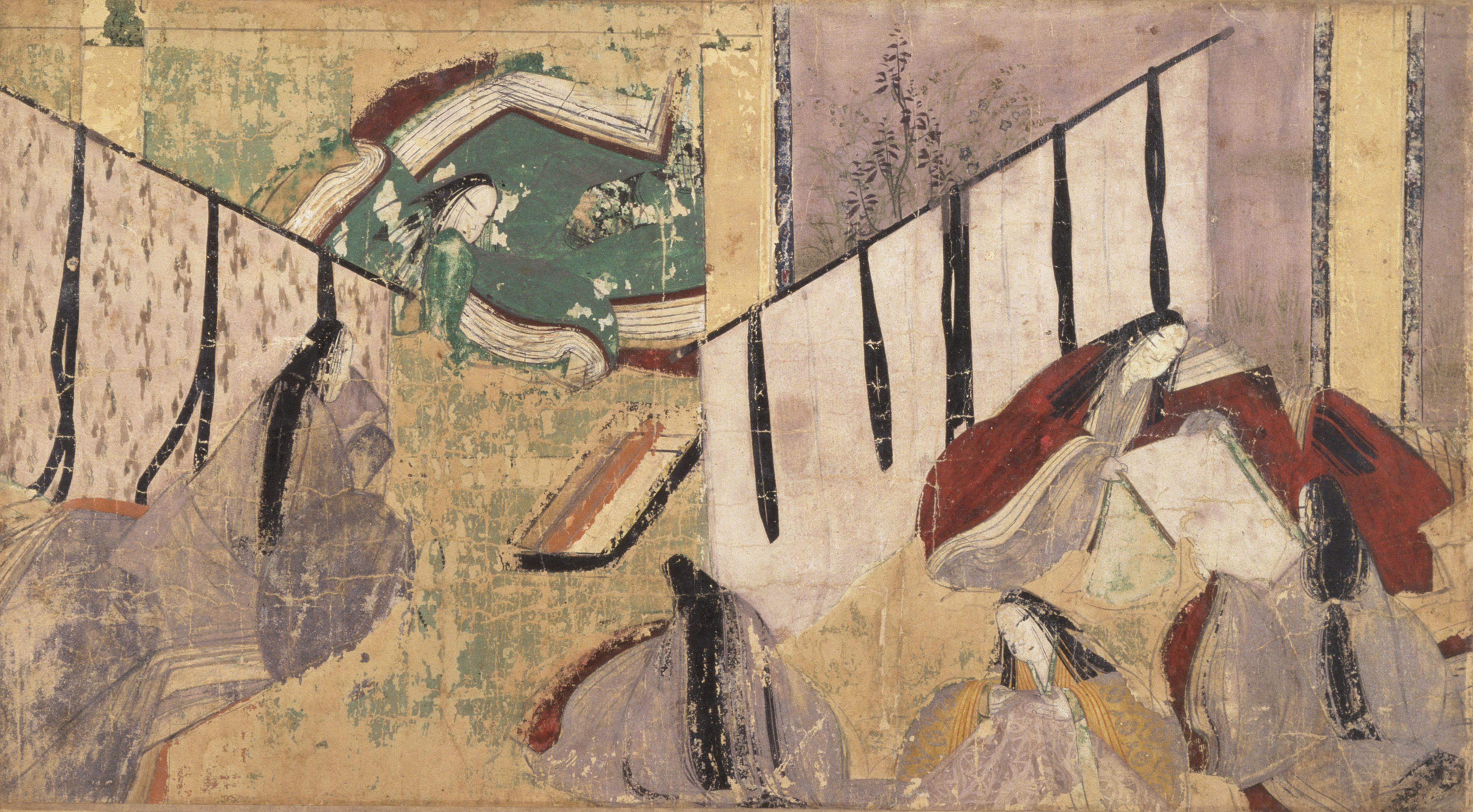
Uma cena do capítulo Sawarabi do Genji monogatari (séc. XII). Nessa imagem, é possível observar a sutileza pouco detalhada das expressões faciais femininas aguçando as suas motivações psicológicas, bem como a perspectiva aérea que observa mais de um cômodo residencial, atravessando os alicerces.

### Genji Monogatari
A mais antiga obra Yamato-e a sobreviver são os quatro manuscritos em pergaminho famosos do século XII de partes do Conto de Genii (três que fazem parte do acervo do Tokugawa Art Museum em Nagoya, e outro no Museu Gotoh em Tóquio); juntos eles são conhecidos como o Genji Monogatari Emaki. Apenas uma pequena proporção, cerca de 15%, do original sobrevive. Os rolos originais teriam totalizado cerca de 450 pés de comprimento, em 20 rolos que alternam texto com imagens, contendo mais de 100 pinturas, com mais de 300 seções de caligrafia. Os pergaminhos sobreviventes consistem em apenas 19 pinturas, 65 folhas de texto e 9 páginas de fragmentos. As pinturas mostram uma tradição já madura que se desenvolveu consideravelmente desde suas origens chinesas. As convenções incluem a visão angular de cima em salas sem teto e detalhes faciais muito simplificados, permitindo expressividade mínima, técnica conhecida como hikime kagihana. As cores são frescas e brilhantes, construídas em uma técnica chamada tsukuri-e ("maquiagem") onde um primeiro contorno é coberto por várias camadas de pigmento, com linhas finais adicionadas no topo. Como as figuras femininas, mostradas principalmente em um estado de lassidão elegante, superam em muito os homens, isso é considerado um exemplo de "pintura feminina" (onna-e). Outras características que diferem o gênero onna-e do gênero otoko-e (a pintura 'masculina') são o caráter mais estático da composição e mais nebuloso dos contornos, acentuando uma dimensão interior psicológica mais profunda.

### Heike nogyo
Também conhecidos como os pergaminhos do Sutra de Lótus e realizado cerca de cinquenta anos após o Genji Monogatari, o Heike nogyo é um esforço coletivo, cuja motivação deriva da crença na conexão kármica estabelecida entre aqueles que participam da execução do projeto. Os pergaminhos ilustram a tese de que as mulheres que seguirem os ensinamentos de Yakuo Bosatsu renascerão no paraíso de Amida. Como havia uma tentativa de superação por cada um dos que contribuíram para a execução do projeto, o pergaminho acabou tendo um resultado final extremamente decorativo e suntuoso.

### Shigisan-engi

Cena de Shigisan-engi (séc. XII) retratando a vasilha voadora.

O Shigisan-engi ou "Lenda do Monte Shigi" conta a história do monge do século IX Shingon Myoren, fundador do templo Chogosonshi-ji. Como as hagiografias ocidentais contemporâneas, a narrativa contém milagres, incluindo um famoso episódio do "armazém voador" (ilustrado). A história se passa principalmente entre pessoas comuns do campo, e é mostrada como uma imagem contínua de cerca de 30 pés de comprimento, com os mesmos personagens recorrentes em cenas diferentes que são conectadas por um fundo contínuo (algo também encontrado na arte ocidental medieval). As imagens são feitas em uma técnica muito diferente, com desenho de tinta levemente colorido por lavagens. A maior oarte das figuras são masculinas, e quando as mulheres são mostradas, como em outra cena em que o arroz desaparecido retorna, elas são mostradas de um modo muito diferente das figuras do Genji Monogatari Emaki. As características faciais são mostradas com muito mais detalhes do que no Genji Monogatari Emaki, e uma ampla gama de expressões é retratada com perícia. Este é um exemplo de uma versão do que é considerado a pintura masculina (otoko-e).

### Ban Dainagon Ekotoba

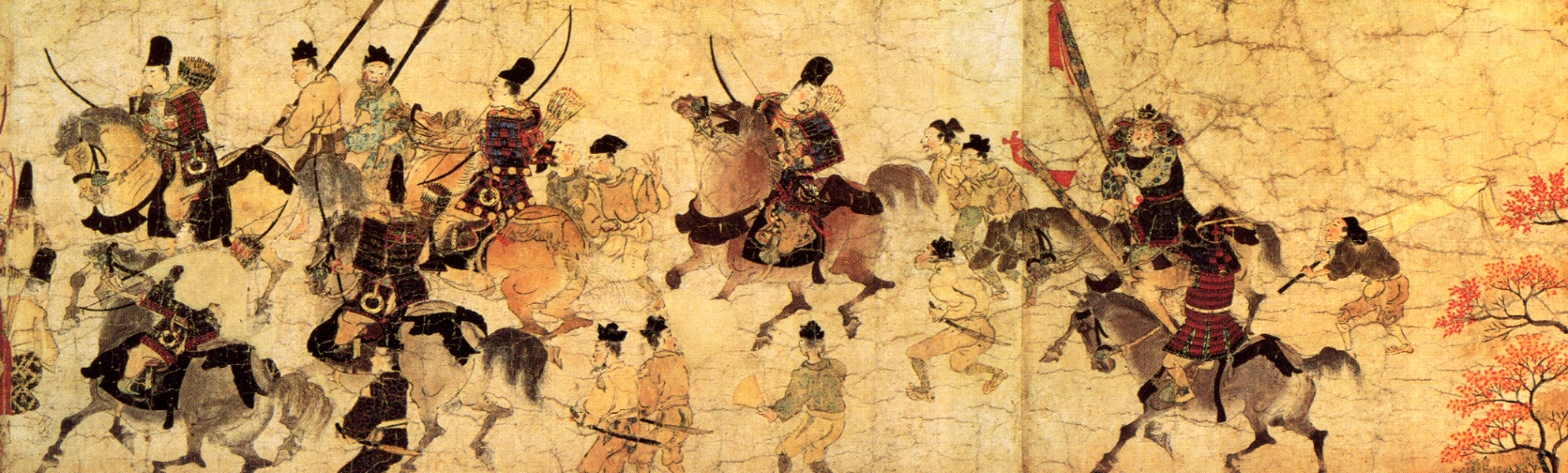
Ilustração do pergaminho Ban Dainagon (séc. XII). Nas pinturas do gênero otoko-e, há maior dinamismo em contraposição às do gênero onna-e: tanto os corpos quanto as expressões faciais estão em constante movimento.

O pergaminho descreve os eventos da conspiração Ōtenmon envolvendo Tomo no Yoshio, que ocorreu no décimo dia do terceiro mês de 866. O arrependimento de Tomo no Yoshio foi enfatizado nos pergaminhos através do texto escrito em uma tentativa de se proteger contra o desejo vingativo de Tomo no Yoshio. A pintura em cores retrata os eventos do terceiro mês de 866, em que Ban Dainagon, também conhecido como Tomo no Yoshio, ateou fogo no portão Ōtemmon de Kyoto. Ele então culpou um de seus rivais políticos, o ministro Minamoto no Makoto pelo incêndio. No entanto, o verdadeiro culpado foi logo descoberto, e Tomo no Yoshio foi banido para a província de Izu. Estilisticamente, o pergaminho é interessante porque é feito usando uma combinação dos estilos otoko-e e tsukuri-e. Linhas caligráficas são usadas para definir figuras, o que caracteriza o estilo otoko-e usado no pergaminho Shigisan-engi. No entanto, camadas grossas de cores brilhantes são usadas em algumas cenas, típicas do estilo tsukuri-e usado no Genji Monogatari Emaki.

### Chōjū-jinbutsu-giga
O Chōjū-jinbutsu-giga é um famoso conjunto de pergaminhos pertencentes ao templo Kōzan-ji em Kyoto. Alguns pensam que Toba Sōjō criou os pergaminhos; no entanto, parece claro pelo estilo que mais de um artista está envolvido. A direção de leitura da direita para a esquerda da Chōjū-jinbutsu-giga é tradicional no leste da Ásia e ainda é comum no Japão. Chōjū-jinbutsu-giga também é creditado como o mais antigo trabalho de mangá. Os pergaminhos são agora confiados ao Museu Nacional de Kyoto e ao Museu Nacional de Tóquio .Quando aberto, o primeiro pergaminho ilustra coelhos e macacos antropomórficos tomando banho e se preparando para uma cerimônia, um ladrão de macacos correndo de animais com paus e batendo sobre um sapo da cerimônia animada. Mais adiante, os coelhos e macacos estão brincando e lutando, enquanto outro grupo de animais participa de um funeral e o sapo reza para Buda enquanto o pergaminho se fecha.

### Gaki Zoshi
O estilo rokudo-e tinha a função didática de advertir aos praticantes do budismo dos riscos do inferno, contrapondo-se ao estilo que retratava o paraíso. Os manuscritos Gaki Zoshi, que contém a famosa ilustração dos Fantasmas famintos demonstram, especificamente, os perigos da gula. É possível perceber detalhamentos acurados dos abdômens inchados e das expressões famintas nos rostos dos fantasmas.

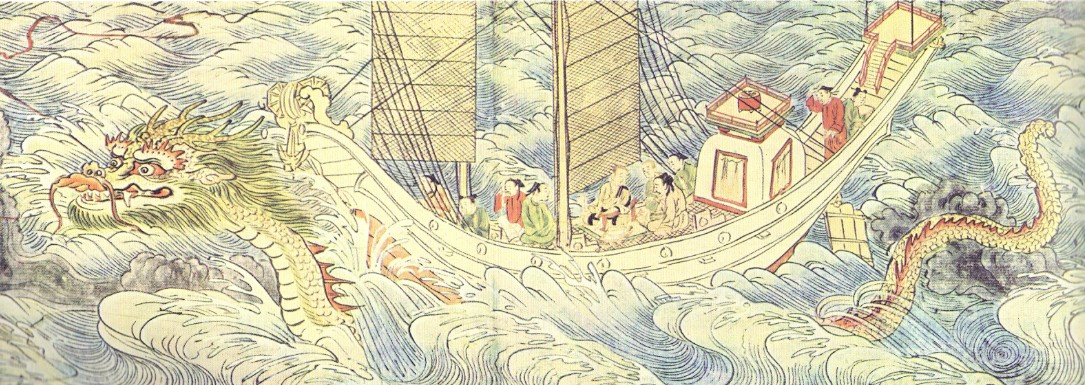
A metamorfose de Zemmyo em um dragão nesse manuscrito do séc. XIII pintrado por Enichi-bo Jonin.

### Kegon engi
Pintado por Enichi-bo Jonin, conforme atribuição de especialistas. Trata da história do monge Gisho que se apaixonou por uma bela mulher chamada Zemmyo e a converteu à fé budista. Quando o barco de Gisho estava rumando em direção à Coreia, Zemmyo atirou um de seus presentes ao mar, logo constatando que ele havia adquirido vida ao seguir o barco. Surpreendida, Zemmyo decide também se jogar ao mar e acaba se metamorfoseando em um dragão que leva o barco de Gisho nas costas. Há mais claridade e linearidade nesse manuscrito do que nos exemplares anteriores do yamato-e: não só os corpos estão menos amontoados e mais distribuídos pelo espaço, como há uma ênfase maior na transparência das linhas e em tons mais definidos (indo na contramão da pintura cujo centro gravitacional girava mais em torno da cor e da pincelada e cujos corpos se inscreviam de maneira mais próxima no plano pictórico).

### Principais artistas
- Kose Kanaoka (c.802-897)
- Tokiwa Mitsunaga (1086-1185)